# Galatro
Galatro község (comune) Calabria régiójában, Reggio Calabria megyében.

## Fekvése
A megye északi részén fekszik. Határai: Fabrizia, Feroleto della Chiesa, Giffone, Grotteria, Laureana di Borrello, Mammola, Maropati és San Pietro di Caridà.

## Története
A települést a 14. században alapították. Korabeli épületeinek nagy része az 1783-as calabriai földrengésben elpusztult. A 19. században nyerte el önállóságát, amikor a Nápolyi Királyságban felszámolták a feudalizmust.

## Népessége
A népesség számának alakulása:

## Főbb látnivalói
- Sant’Elia-templom
- San Nicola-templom
- Maria SS. del Carmelo-templom
- Madonna della Montagna-templom